# Luxeed
Luxeed — премиальное подразделение китайской компании Chery Automobile, а также одноимённая серия электромобилей данной торговой марки. Базируется на выпуске аккумуляторных электромобилей.

## История
В мае 2023 года компания Huawei представила первые официальные фотографии компактного представительского автомобиля Luxeed S7, совместно разработанного с Chery.
В августе 2023 года Luxeed S7 был анонсирован официально, а в сентябре было проведено мероприятие по выпуску автомобиля. Компания Huawei подтвердила, что S7 станет первым автомобилем с карпьютером Harmony OS 4.
В ноябре 2023 года компания Huawei объявила о создании подразделения Harmony Intelligent Mobility Alliance, в состав которого вошли Luxeed и AITO. В то же время официально были запущены продажи и дистрибьюция S7 на китайском рынке, что подчёркивает относительно низкое энергопотребление и наличие различных технологических инноваций в оборудовании. Автомобили Luxeed поступили в продажу в избранных китайских автосалонах Huawei вместе с AITO.

## Продукция
- Luxeed S7 (2023 — настоящее время) — среднеразмерный седан.

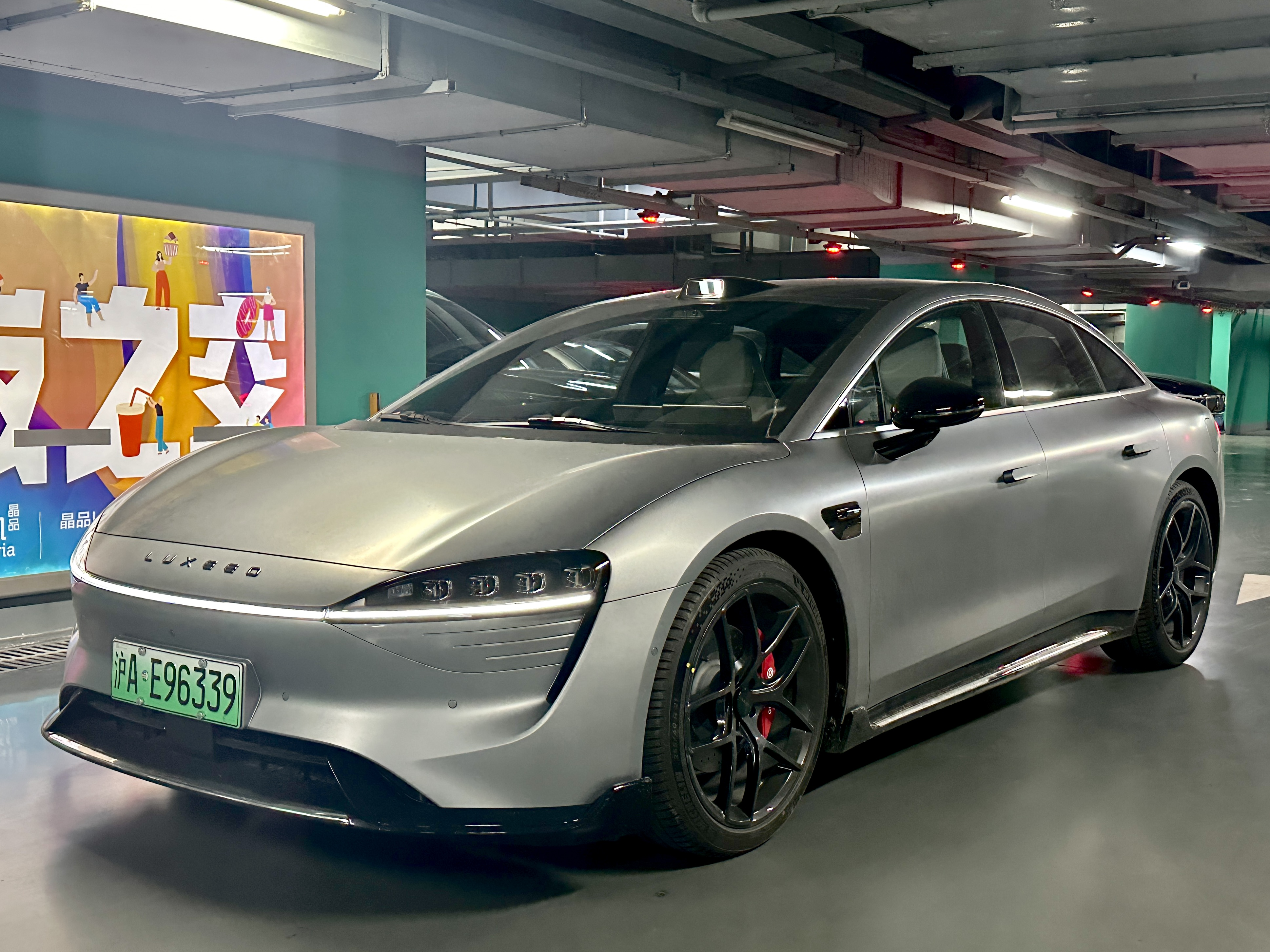
Luxeed S7.

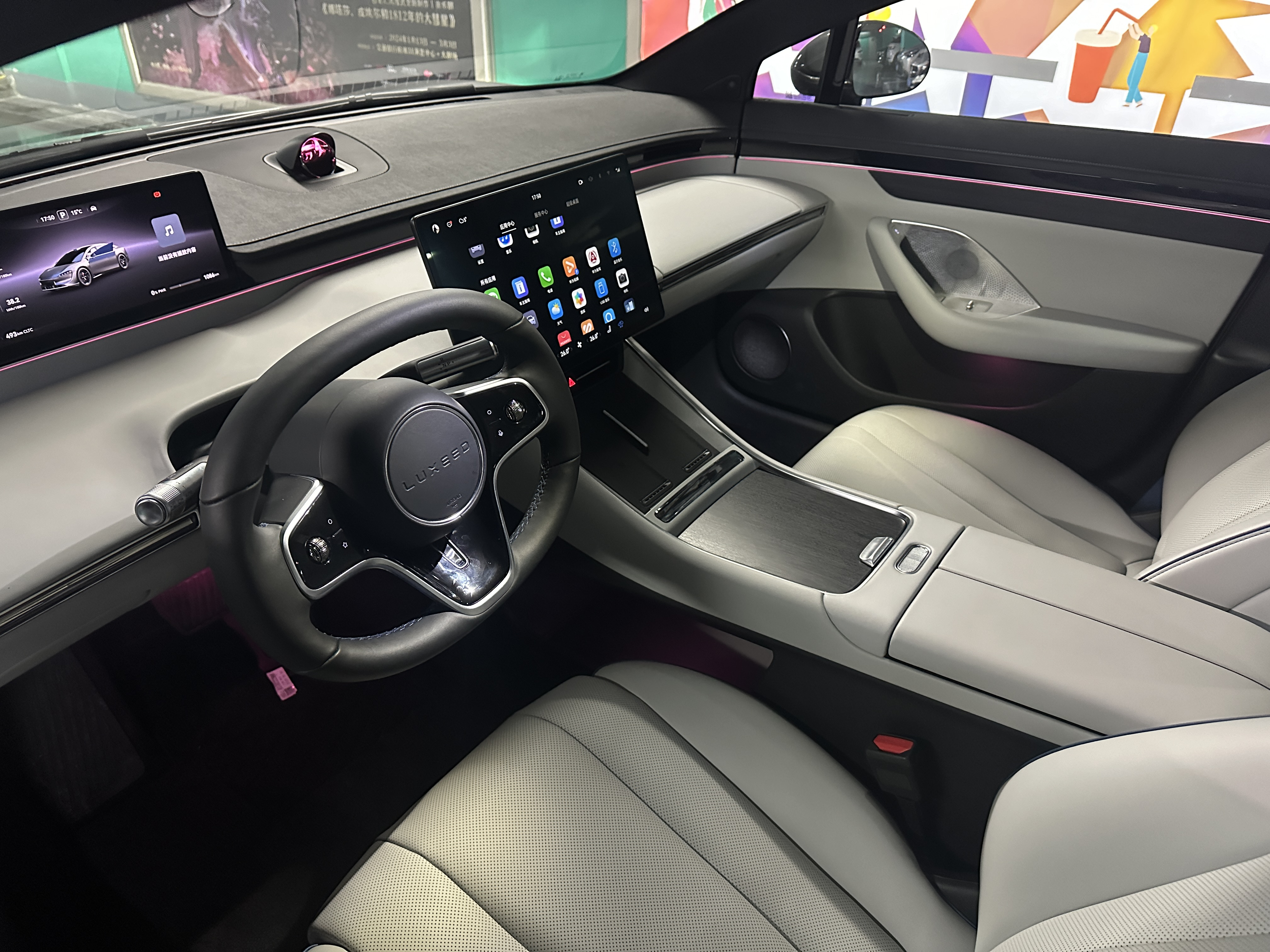
Luxeed S7.

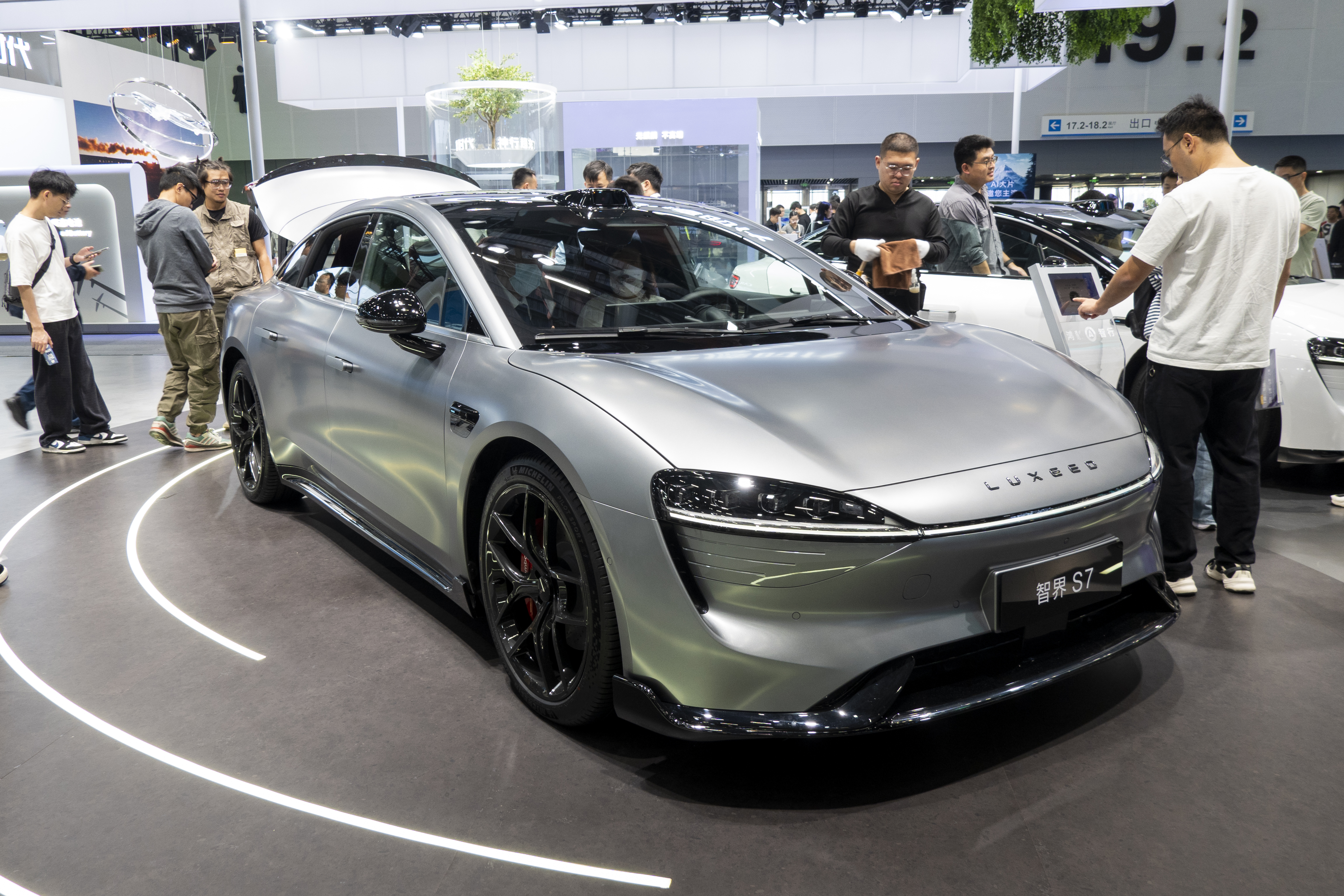
Luxeed S7 на автосалоне в Гуанчжоу.

- Luxeed R7 — среднеразмерное купе[6][7].